# مفطورة مخمرة
مفطورة مخمرة (بالإنجليزية: Mycoplasma fermentans)‏ هي نوع من البكتيريا، سلبية الغرام، تتبع المفطورة.